# Polygala hecatantha
Polygala hecatantha är en jungfrulinsväxtart som beskrevs av Ignatz Urban. Polygala hecatantha ingår i släktet jungfrulinssläktet, och familjen jungfrulinsväxter. Inga underarter finns listade i Catalogue of Life.